# Nomada argentea
Nomada argentea är en biart som först beskrevs av Schwarz 1966.  Nomada argentea ingår i släktet gökbin, och familjen långtungebin. Inga underarter finns listade i Catalogue of Life.